# Jean de Croonders
Jean de Croonders, né à Saint-Avold en 1609 et mort à Hombourg (Sarre) le 10 juillet 1677, est un militaire lorrain, colonel d'infanterie, dont toute la carrière s'est déroulée au service des ducs de Lorraine.

## Sa famille
Jean (Johann) est l'unique fils de Pierre (Peter) Croonders et de Barbe (Barbara) Anne Calvet, mariés en 1608. Les Croonders appartiennent à une famille probablement originaire des Pays-Bas, implantée en Lorraine au XVIe siècle et anoblie en 1632, comprenant des receveurs, gruyers, gouverneurs, maires et militaires au service de la Lorraine puis de la France. Son nom est orthographié « Gronders » par Dom Pelletier dans son armorial de Lorraine, et repris de même dans le dictionnaire de Félix Collin de Paradis. On trouve aussi « Cronders » et « Grondeur ».

### Armoiries
« D'azur, à un tertre de sinople surmonté d'un tronc d'arbre d'argent, accompagné de 4 étoiles d'or. Cimier : le tronc de l'écu issant d'un tortil d'or, d'azur, d'argent et de sinople, le tout porté d'un armet morné, couvert d'un lambrequin, aux métaux et couleurs de l'écu ».

## Biographie

### Les premières années
Jean de Croonders fait des études de droit chez les jésuites à l'université de Pont-à-Mousson, dont il sort licencié en 1628. Il succède début 1631 à son père Pierre Croonders dans l'office de receveur de Hombourg et Saint-Avold, dont le seigneur est depuis 1621 le prince de Phalsbourg et Lixheim Louis de Guise. Remarqué pour ses qualités de gestionnaire, Pierre Croonders avait été nommé maire perpétuel de Saint-Avold en 1623 et anobli en 1632 ; son fils Jean est recruté en 1631 par Louis de Guise comme commandant et aide de camp des armées de l'Empire et se bat en Bavière avec lui contre les Suédois ; après le décès de son protecteur à Munich en décembre 1631, Jean de Croonders rejoint l'armée du duc Charles IV de Lorraine, qu'il servira fidèlement jusqu'à la mort de ce dernier en 1675. Il est nommé quartier-maître général des troupes du duc Charles IV, colonel d'un régiment d'infanterie en 1638, et participe aux campagnes lorraines en Alsace et en Franche-Comté aux côtés des troupes espagnoles et impériales.

### Gouverneur de Hombourg (1644-1671)

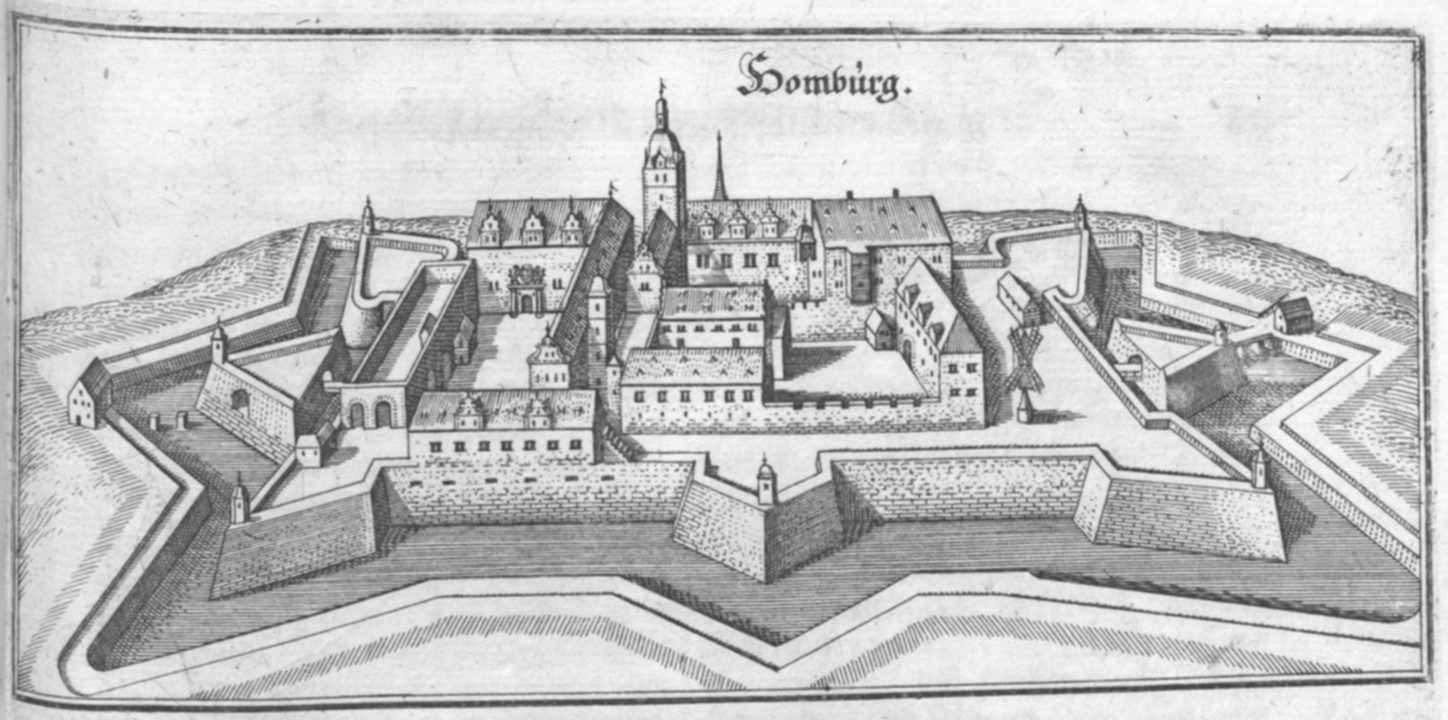
La forteresse de Hombourg (Sarre), gravure de Matthäus Merian, 1645

Pendant la guerre de Trente Ans, où les comtes de Nassau, alliés des Français et des Suédois, perdent leurs territoires sur la rive gauche du Rhin, une garnison lorraine occupe la place forte de Hombourg-le-Château, et Croonders en est nommé gouverneur en 1644. La forteresse est assiégée l'année suivante pendant trois mois par les Français, sans succès. De Hombourg, Croonders et ses régiments vont batailler en Flandre et dans le Nord de la France. En 1649, il assure la défense de Condé-sur-l'Escaut, pris par les Français aux Espagnols après trois mois de siège,.
C'est à l'occasion de l'emprisonnement prolongé de Charles IV en Espagne que Croonders va montrer sa fidélité indéfectible à son prince. Accusé d'opportunisme et de duplicité par le comte de Fuensaldaña, commandant les troupes des Pays-Bas espagnols, qui a réussi à persuader son gouverneur Léopold-Guillaume de Habsbourg, Charles IV est arrêté à Bruxelles en février 1654, et emprisonné en septembre à l'alcazar de Tolède, ; il y restera jusqu'à la signature du traité des Pyrénées en 1659. En avril 1654, malgré son ressentiment, et sous la pression de ses geôliers, il enjoint à ses troupes commandées par le comte Philippe-Emmanuel de Ligniville, maréchal général des armées de Lorraine, de rester fidèles au roi d'Espagne. C'est Nicolas-François de Lorraine qui remplace son frère Charles à la tête des armées du duché, avec l'accord des Espagnols et de l'empereur Ferdinand III.
Pour Croonders comme pour les autres officiers lorrains, la situation s'avère très confuse : ils espèrent la libération rapide de leur prince, otage des Espagnols, et ne demandent qu'à suivre ses ordres transmis depuis sa prison de Tolède, mais ils sont soumis également aux diplomaties équivoques de Nicolas-François et, jusqu'en 1657, de la duchesse Nicole de Lorraine, elle-même mi-hôte mi-otage de Mazarin à Paris. Les places fortes lorraines non conquises par la France sont considérées comme neutres, état qui leur permet d'être suffisamment approvisionnées, mais aux dépens des villes occupées par les Français, comme Saint-Avold, ville natale de Croonders. Celui-ci, restant gouverneur des places de Hombourg, Landstuhl et Hammerstein, suit les ordres de Charles IV (« […] Tenez vos garnisons les plus fortes que vous pourrez. »), tout en étant proche de Nicolas-François, qui lui fournit une partie des moyens pour payer ses soldats. Ailleurs, l'armée lorraine perd beaucoup de ses hommes par désertion.
La situation devient encore plus complexe lorsque Nicolas-François passe au service de la France avec plusieurs régiments lorrains pour combattre les Espagnols et qu'il demande aux colonels, dont Croonders, de servir dorénavant la duchesse Nicole. Mais peu de temps avant sa mort, celle-ci, après avoir longtemps encouragé une alliance avec la France, propose de livrer les places de Bitche, Landstuhl, Hombourg et Mussy au Saint-Empire, démarche qui n'aboutira pas.
Bien que les traités de Westphalie (1648), suivis des clauses de paix de Nuremberg de juillet 1650, de la diète de Ratisbonne de 1653-1654 et du traité de Vincennes de 1661 aient prévu et réaffirmé la restitution de Hombourg-le-Château au comte de Nassau, Croonders en maintient fermement l'occupation jusqu'en 1671. En septembre 1670, fuyant l'avancée du maréchal français François de Créquy sur Nancy, Charles IV se réfugie dans sa forteresse de Hombourg, avant de gagner Cologne puis Francfort. N'ayant plus les moyens de défendre les forteresses de Bitche et de Hombourg, et pour ne pas les céder à la France, Charles IV décide de les placer sous la protection de l'Empire. À Hombourg, au cours de la cérémonie de passation des pouvoirs au nouveau commandant de l'électorat de Trèves le 29 juillet 1671, on offre à Croonders, comme marque d'honneur, quatre pièces de canon. Croonders, protégé par les troupes de l'Électeur de Trèves, échappe au maréchal de Créquy et se met au service de l'Électeur, tandis que Charles IV est en exil à Cologne.

### Les dernières années
La guerre de Hollande, voulue par Louis XIV, commence en 1672. Charles IV est contraint de quitter Cologne pour Francfort, puis, en levant une nouvelle armée, s'intègre comme quatrième membre de la Quadruple Alliance de 1673. Les troupes françaises dévastent le Palatinat et s'emparent de Trèves, bientôt reprise par l'armée commandée par Charles IV, qui confie alors la ville à Croonders ; celui-ci doit cependant capituler peu après devant un nouvel assaut des Français. Il rejoint l'armée impériale et participe le 11 août 1675 avec le marquis de Grana à la bataille de Consarbrück, qui se solde par une sévère défaite des Français. Créquy se réfugie à Trèves, où Croonders l'assiège pendant dix-sept jours et le fait prisonnier.
À la mort de Charles IV le 18 septembre 1675, Croonders reconnait le nouveau duc Charles V de Lorraine, qui le confirme dans ses fonctions et lui donne notamment l'ordre de reprendre le commandement de Hombourg, avec l'accord du Prince-Électeur de Trèves. En juin 1677, Croonders accompagne l'armée de Charles V en Lorraine et s'empare du château de Créhange. À cette occasion, il retrouve sa ville de Saint-Avold. Il ne s'y attarde pas, car son épouse est décédée plusieurs années auparavant, et ses fils n'y habitent plus ; quant aux Naboriens, ils ne se souviennent que trop des pillages et de toutes les exactions commises par les soldatesques, y compris celles de Lorraine venues de la Sarre voisine. Croonders se retire dans sa forteresse de Hombourg, où il avait apparemment fondé une deuxième famille, étant père d'une fille mariée à un capitaine ; affaibli et malade, il y décède le 10 juillet 1677. Son inhumation a lieu le 12 juillet, selon son vœu dans une crypte familiale au monastère des Bénédictins de Saint-Avold.
Étant resté pendant 27 ans gouverneur de la même place forte, ce qui est exceptionnel, devenu véritable « entrepreneur de guerre », Croonders a pu amasser une fortune assez conséquente, comme en témoigne l'inventaire de ses biens réalisé à sa mort,.

## Mariage et descendance
Jean de Croonders épouse le 21 septembre 1632 à Dieuze Anne-Catherine de Seltzer (†1672 ?). Ils ont trois enfants :
- Jean-François (né en 1635, mort à Vaudrevange en 1687), d'abord capitaine dans le régiment de son père, ensuite receveur et gruyer de Siersberg, marié à Marie-Élisabeth Forget, puis en 1670 à Anne Rosine de Niedbrück, et en 1682 à Catherine Goetz ; de ces trois mariages, il a eu six enfants, dont deux fils : Jean-Lothaire, militaire au service de la France, tué à la bataille de Höchstädt en 1704, et Ferdinand-Ernest, entré dans les ordres en 1702, confesseur et instituteur à la cour de Lorraine ;
- Philippe, militaire, lieutenant dans le régiment de son père, mort sans enfants ;
- Antoinette (16??-1694), mariée le 7 avril 1659 à Albert de Lallemant de Liocourt, capitaine au régiment de Croonders, futur colonel d'infanterie de Charles IV de Lorraine, puis au service de la France.

Une autre fille, dont on ne sait rien de la mère, est connue : Anne-Marguerite, vivant à Hombourg-le-Château, veuve du capitaine Johann Gottfried Kopp ; elle a soigné et assisté son père dans ses derniers jours, organisé le transfert du corps à Saint-Avold et payé les frais d'inhumation.